# Cerkiew Świętego Jerzego w Bytowie
Cerkiew Świętego Jerzego w Bytowie (ukr. Церква Святого Юрія у Битові) – greckokatolicka cerkiew parafialna należąca do dekanatu gdańskiego eparchii olsztyńsko-gdańskiej.
Jest to kościół pod wezwaniem świętego Jerzego z lat 1675-1685, dawna świątynia ewangelicka (niem. Bergkirche Sankt Georg), zbudowany charakterystycznym systemem ryglowym, obecnie, po generalnym remoncie w latach 80. XX wieku, cerkiew greckokatolicka, w której można zobaczyć tabernakulum z XVII wieku z cerkwi pw. św. Paraskewy w Surochowie, ikonostas (królewskie wrota) oraz kopułę kościoła w stylu architektury bizantyjskiej. Kościół zwany był Kaszubskim (odbywały się tu nabożeństwa w języku kaszubskim).

## Świątynia przed 1945 rokiem
Do zakończenia II wojny światowej świątynia funkcjonowała również pod wezwaniem świętego Jerzego, jednakże jej powszechną nazwą był Kościół na górze z niem. Bergkirche.

### Przed okresem reformacji

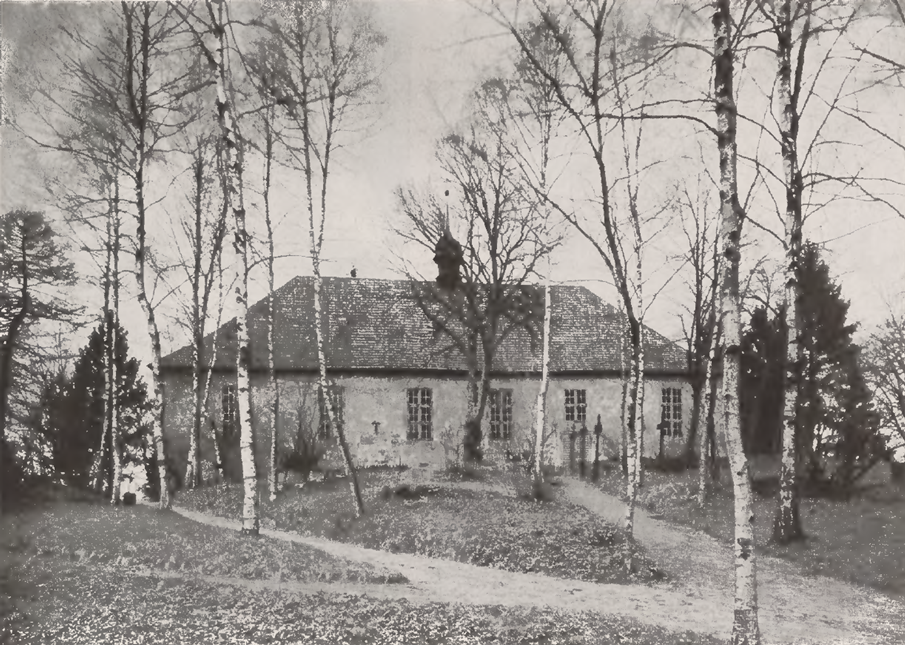
Kościół św. Jerzego przed 1939 rokiem.

W miejscu dzisiejszej cerkwi, na wzgórzu, w XV wieku funkcjonowała prawdopodobnie pierwotnie drewniana prywatna kaplica. Pierwsza wzmianka o świątyni na wzgórzu jest niedatowana i pochodzi ze sprawozdania rady miasta Bytowa, gdzie jest mowa o wybudowaniu kaplicy przez Nikolausa Blome i jego żonę Gertrudę, za zgodą rady oraz proboszcza Paula Gremlina. Nikolaus Blome wymieniany jest w dokumentach z roku 1445 oraz 1472 jako burmistrz, natomiast Paul Gremlin był proboszczem w Bytowie wedle dokumentów z 1472 roku. Na podstawie tych informacji można szacować wybudowanie pierwotnej kaplicy św. Jerzego na wzgórzu w okolicach roku 1470.
15 października 1490 zostało wydane potwierdzenie nadania Gertrudzie - wówczas już wdowie po Nikolausie Blome - kaplicy "poza murami miasta Bytowa" (łac. extra muros opidi butow). Według wzmianki z 1 czerwca 1491 roku zgodnie z wolą zmarłego Blome, spadkobiercą kaplicy został proboszcz Georg Wolder, który w późniejszym czasie przeniósł patronat świątyni na rzecz rady miasta.

### Po okresie reformacji

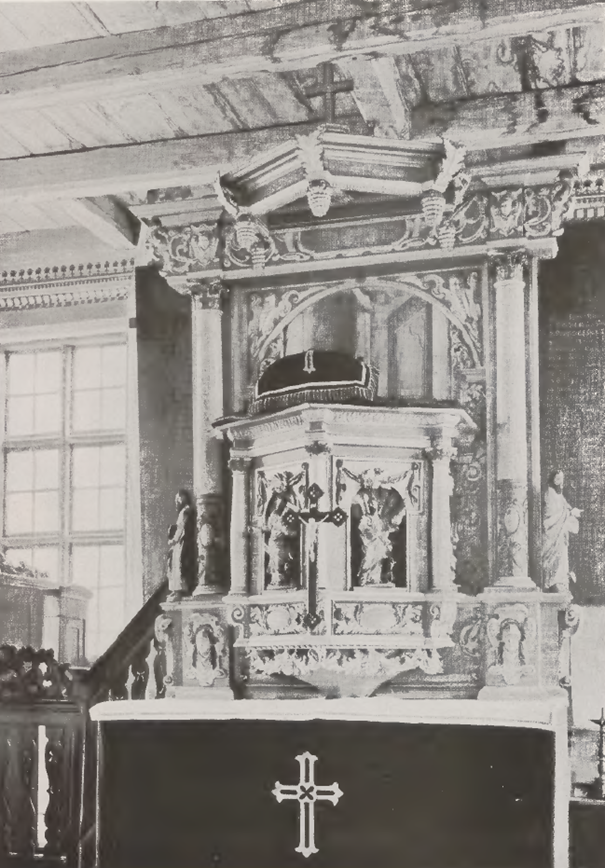
Ołtarz ambonowy z XVII i XVIII wieku

Według relacji z około 1640 roku "kościół na wzgórzu" (staroniem. aufm Berge) został zbudowany przez zbór protestancki przed 1551 rokiem. Być może jako nowa świątynia na miejscu wcześniejszej kaplicy lub być może tylko remontowana i rozbudowana do nowych potrzeb. Budynek w tamtym okresie był ciągle drewniany. Użytkowali go ewangelicy z terenów wiejskich parafii Bytów. Kazania w miejscowym dialekcie wygłaszał tu m.in. Szymon Krofey, pastor, który przy pomocy finansowej Barnima X wydał drukiem w 1586 roku "Duchowe pieśni" w narzeczu kaszubskim. W okresie kontrreformacji prawo do posiadania kościoła przez protestantów było skutecznie bronione, tak, że przez cały okres świątynia należała do nich.
Istnieje jednak wzmianka, że w XVI wieku kościół zamieniono na stodołę, a w roku 1629 podczas wojny polsko-szwedzkiej został spalony, następnie odbudowany ponownie w konstrukcji drewnianej.
Na mapie Lubinusa z 1618 roku widać na planie miasta Bytowa kościół św. Jerzego, jako świątynię na wzgórzu z czterospadowym dachem, zakrystią oraz wieżą pośrodku dachu. Do 1637 świątynia służyła jako kościół pogrzebowy, następnie jako kościół miejski do czasu wybudowania oratorium na ratuszu (ok. 1670 r.), przejściowo także po roku 1700 (do czasu odbudowy spalonego oratorium).
W 1641 roku świątynia była w złym stanie oraz bez wyposażenia. Zły stan techniczny spowodował, że w roku 1673 z powodu huraganu został zniszczony. Tak zrujnowany kościół, w latach 1675–1685 odbudowano do obecnej formy (zachowanej również podczas odbudowy w latach 80.) jako murowany, z czterospadowym dachem, pokrytym gontem i małą wieżyczką pośrodku dachu świątyni.
W 1843 roku po 30 latach nieużytkowania został poddany gruntownej renowacji, ze względu potrzebę użytkowania świątyni w trakcie budowy kościoła św. Elżbiety (aktualnie Kościół św. Katarzyny Aleksandryjskiej i św. Jana Chrzciciela w Bytowie) w latach 1843–1854. W trakcie remontu m.in. zasypano oraz zamurowano częściowo zawalone krypty grobowe.
W 1925 roku na podstawie artykułu Alberta Rentza w Unser Pommerland - ówczesnego pastora parafii można natrafić na informację, że kościół przez dłuższy czas nie był użytkowany, jednakże, na początku lat 20. XX wieku coniedzielne msze święte zostały przywrócone, a także odprawiano nabożeństwa regularnie w tygodniu.

## Świątynia po 1945 roku

### Bezpośrednio po wojnie
Na skutek działań wojennych frontu wschodniego w marcu 1945 roku (operacja pomorska) Bytów został zajęty przez Armię Czerwoną. Wedle protokołu komisji (w skład której wchodzili m.in. burmistrz Bytowa Adam Kazimierczak oraz proboszcz katolickiej parafii Alfons Męcikowski) z 8 marca 1946 roku kościół był "w stanie nieuszkodzonym, z wyjątkiem organów pozbawionych piszczałek metalowych. Uznano, że kościół zbudowany prymitywnie i zębem czasu mocno nadszarpnięty, nie wykazuje większej wartości artystycznej wyjąwszy pamiątki dawne trzy obrazy religijne, zwisająca kula – niegdyś może lampa wieczna lub kandelabr". Następnie opiekę nad kościołem powierzono proboszczowi.

### W rękach bytowskich metodystów
W sierpniu 1947 roku katolicki ksiądz Nater wspomina, że mimo posiadania Bergkirche przez katolicką parafię ze względu na potrzebę gruntownej i kosztownej renowacji nie wykorzystywano go do celów duszpasterskich, tym bardziej, że w Bytowie i okolicach pozostała grupa protestantów, którzy też poszukiwali miejsca do nabożeństw i katolicy przekazali im kościół w użytkowanie. Grupę początkowo około 80 wiernych ewangelików (głównie narodowości niemieckiej) ze względu na braki "kadrowe" przejął pastor metodystyczny. Ośrodek metodystyczny w Bytowie rozrastał się, a zasilali go nie tylko miejscowi wierni, ale także nowi osadnicy z centralnej Polski. Jednakże świątynia była w złym stanie, przez co czasowo bytowscy metodyści spotykali się także w budynku przy ulicy Dworcowej 5.
Kościół w latach 50. był notorycznie niszczony - m.in. wandale wybijali w nim szyby. Dlatego pastor parafii metodystycznej zwrócił się z wnioskiem do powiatowej rady narodowej o uznanie świątyni jako zabytku, co stało się ostatecznie 19 marca 1960 roku kiedy uznano kościół św. Jerzego za zabytek III klasy i wpisano do rejestru ówczesnego województwa koszalińskiego. Wtedy również metodyści postanowili na stałe wprowadzić się do świątyni i ją zagospodarować. W latach 1964 lub 1965 przeprowadzono w kościele remont. Jednakże ze względu na fale emigracji do Niemiec Zachodnich, dodatkowo zintensyfikowane po podpisaniu układu PRL-RFN w 1970 roku spowodowały, że zbór metodystyczny wyludniał się i w roku 1972 ilość wiernych szacowano na 10 osób w całym powiecie. W tamtym czasie postępowała dalsza dewastacja świątyni - m.in. wykradziono wszystkie rzeźby, wyłamano drzwi, niszczono wszystkie drewniane elementy wyposażenia. Ze względu na brak możliwości dopilnowania zabytku przez ówczesnego pastora Mieczysława Ostrowskiego (mieszkającego w Słupsku) ocalałe elementy wyposażenia - m.in. chrzcielnicę z XVIII wieku, epitafia nagrobne itp. przeniesiono jako depozyt do muzeum w Bytowie. W następnych latach kolejni wierni zboru opuszczali kraj, a dewastacja świątyni szybko się posunęła do takiego stanu, że budynek groził zawaleniem.

### Świątynia jako cerkiew

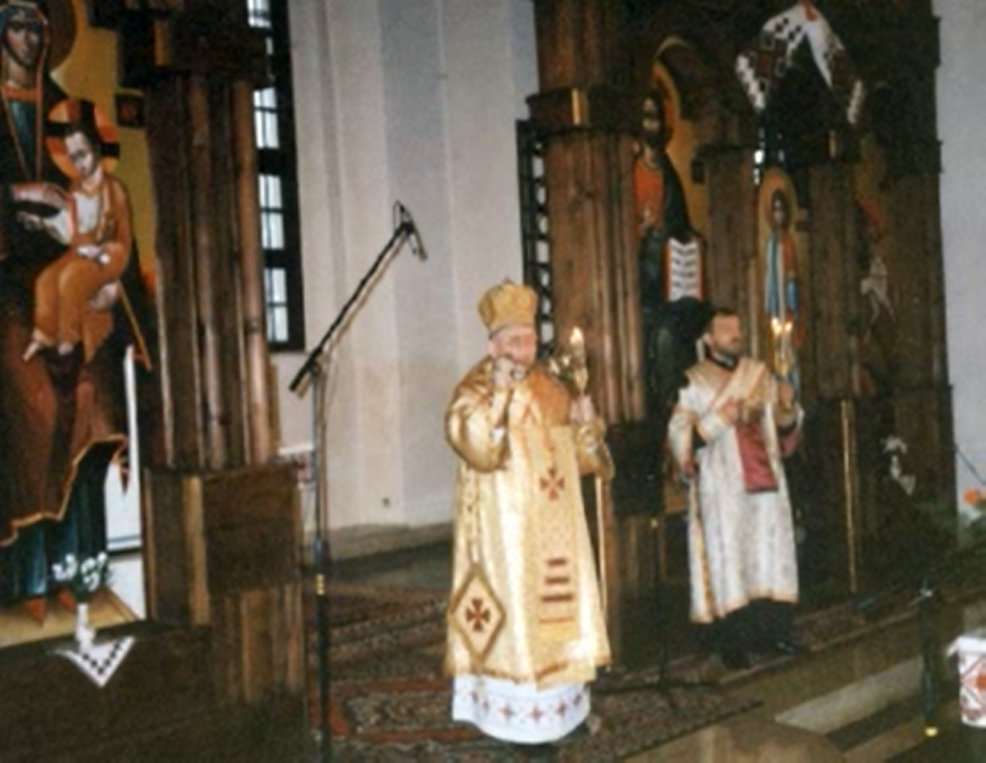
Bp Jan Martyniak podczas konsekracji cerkwi

W wyniku Akcji „Wisła” na terenie powiatu bytowskiego w 1947 roku pojawili się Ukraińcy przesiedleni z terenów południowo-wschodniej Polski będących w głównej mierze wiernymi kościoła greckokatolickiego. Parafia greckokatolicka  została założona w 1950 roku, jednakże grekokatolicy nie mieli własnej świątyni - liturgie były odprawiane m.in. w kaplicy przy domie dziecka, prywatnych domach oraz z wieloma przerwami i kłopotami w kościele św. Katarzyny - m.in. w okresie stalinizmu władze zabraniały księżom greckokatolickim wjazdu na teren województwa, co wiązało się z brakiem duszpasterza w Bytowie. Liturgie na stałe zaczęły się odprawiać w kościele od roku 1957, na skutek odwilży gomułkowskiej.
Po pewnym czasie wierni greckokatoliccy zaczęli szukać możliwości budowy własnej świątyni, ze względu na to, że wierni zboru metodystycznego w większości wyjechali z kraju - najlepszym "kandydatem" był poewangelicki Bergkirche, który jednakże ze względu na postępującą dewastację popadł w ruinę. Metodyści sprzedali budynek w 1982 roku, a ostatecznie w 1984 roku rozpoczęto odbudowę świątyni. W drugiej połowie 1989 roku w nieukończonej jeszcze świątyni rozpoczęto odprawiać nabożeństwa. Wówczas zamontowano m.in. ikonostas, kopułę wieńczącą wieżyczkę cerkwi czy ławki dla wiernych.
28 października 1989 roku biskup Jan Martyniak dokonał uroczystej konsekracji cerkwi z zachowaniem patrona świątyni - świętego Jerzego. Od tego czasu cerkiew służy grekokatolikom.

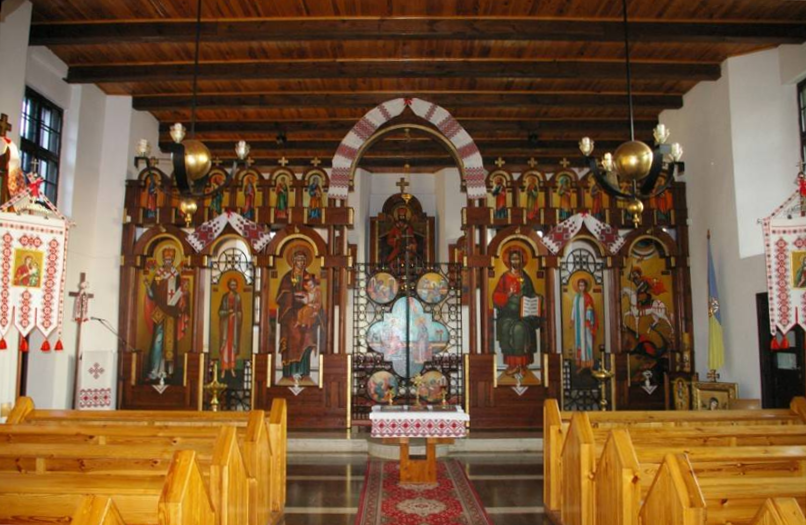
Wnętrze cerkwi św. Jerzego współcześnie